# Semuy
Semuy es una comuna francesa situada en el departamento de Ardenas, en la región de Gran Este.

## Demografía
| 183 | 150 | 153 | 145 | 104 | 100 | 91 |
| Para los censos de 1962 a 1999 la población legal corresponde a la población sin duplicidades (Fuente: INSEE [Consultar]) |     |     |     |     |     |    |